# Iglesia Antigua de Bergen
La Iglesia Antigua de Bergen (en inglés, Old Bergen Church) es una congregación histórica de la iglesia en la Jersey City (Estados Unidos). Establecida en 1660 en lo que entonces era la colonia holandesa de Nueva Holanda, es la congregación religiosa continua más antigua en lo que hoy es el estado de Nueva Jersey. La congregación está afiliada conjuntamente con la Iglesia Reformada en América y la Iglesia Presbiteriana. La iglesia se agregó al Registro Nacional de Lugares Históricos el 14 de agosto de 1973. El edificio original de la iglesia se construyó en 1680 y el edificio actual se construyó en 1841.

## Historia
La congregación se formó en el pueblo colonial holandés de Bergen en 1660, ubicado al otro lado del río Hudson desde la ciudad de Nueva Ámsterdam en lo que hoy es el extremo sur del Bajo Manhattan. Los primeros servicios se llevaron a cabo en una escuela de troncos. Muchos historiadores consideran la congregación religiosa continua más antigua del estado de Nueva Jersey.
En 1680, William Day construyó una iglesia octogonal de piedra arenisca. La iglesia estaba ubicada en la calle Vroom, entre las avenidas Bergen y Tuers. La congregación superó a la iglesia original y se erigió una segunda iglesia en 1773. Esta iglesia también estaba hecha de piedra arenisca y estaba ubicada en la esquina de la avenida Bergen y de la calle Vroom.
La tercera y actual iglesia fue construida en 1841 por William H. Kirk and Company y Clark and Van Nest. Se trata de un santuario de piedra rojiza en estilo neogriego que incorpora elementos de las dos iglesias anteriores.

## Cementerios
El cementerio de la iglesia Old Bergen y el cementerio de Speer están afiliados a la iglesia.

## Galería

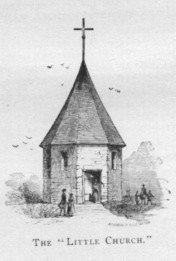
La iglesia de 1680
Planta del primer piso
El interior en 1938
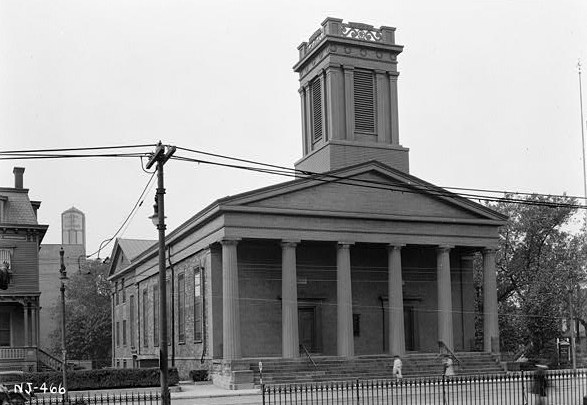
La iglesia en 1938
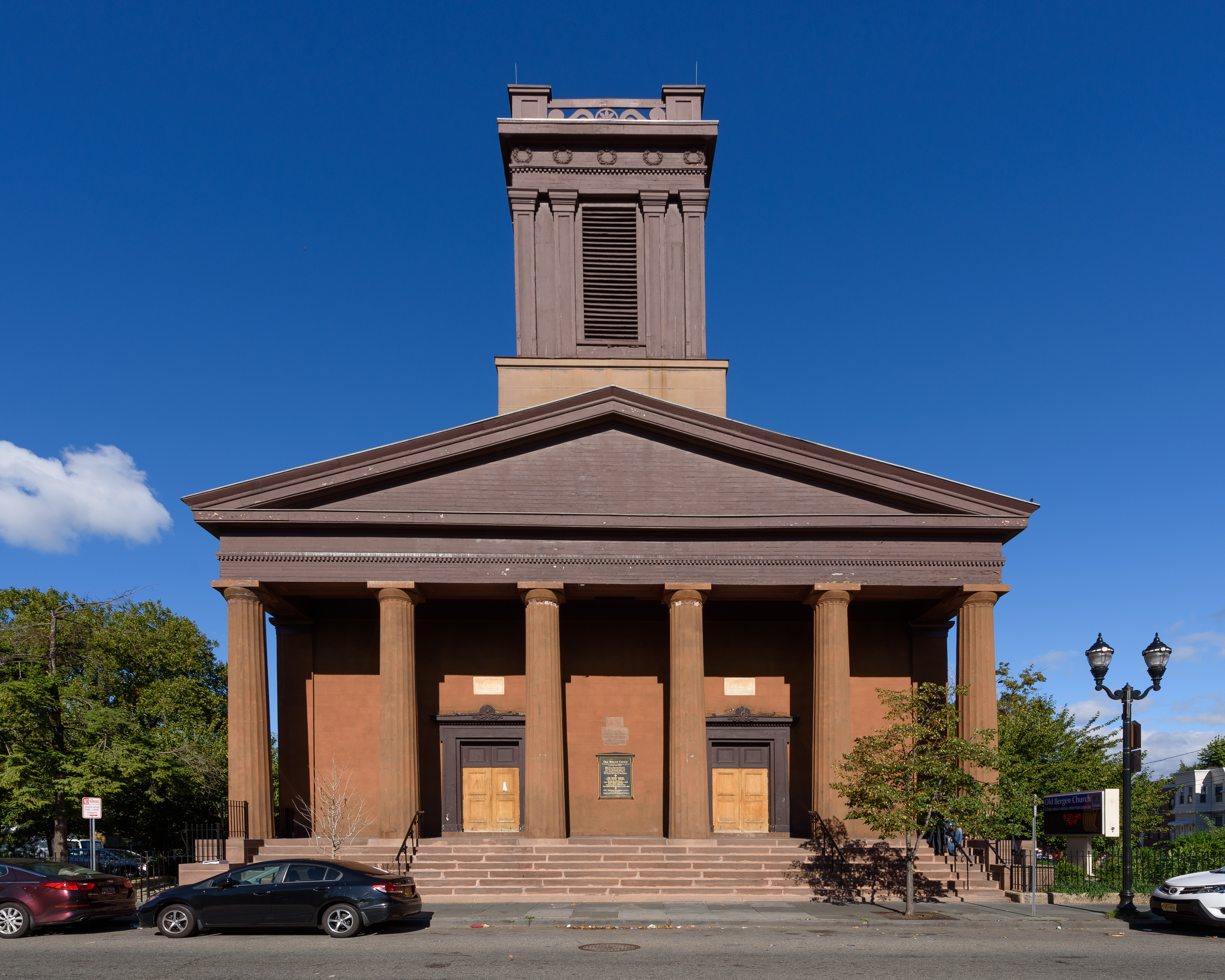
La fachada en 2020